# Skövde (Gemeinde)
Koordinaten: 58° 23′ N, 13° 51′ O

Skövde ist eine Gemeinde (schwedisch kommun) in der schwedischen Provinz Västra Götalands län und der historischen Provinz Västergötland. Der Hauptort der Gemeinde ist Skövde. Weitere Ortschaften sind Igelstorp, Lerdala, Skultorp, Stöpen, Tidan, Timmersdala, Ulvåker, Väring, Värsås sowie einige kleinere Dörfer.

## Geographie
Der westliche Teil der Gemeinde wird vom Berg Billingen eingenommen, an dessen östlichem Fuß die Stadt Skövde liegt. Diese ausgedehnte Anhöhe ist der flächenmäßig größte der westschwedischen Tafelberge.  Östlich des Berges breitet sich eine landwirtschaftlich intensiv genutzte Ebene aus. Im Norden der Gemeinde liegt der Vogelsee Östen.

## Sehenswürdigkeiten
- Vogelsee Östen
- Schiffssetzung von Askeberga
- Klagstorp
- die romanischen Kirchen, wie z. B. bei Edåsa, Flistad, Forsby, Götlunda und Våmb

Im Gemeindegebiet liegen auch 26 verschiedene Naturreservate, die meisten auf dem Tafelberg Billingen bzw. an dessen Fuß, wie z. B. Blängsmossen, Ryds ängar, Klasborgs och Våmbs ängar und Silverfallet.

## Wirtschaft
Wirtschaftlich dominiert der Zentralort Skövde, der nicht nur eine wichtige Industriestadt ist (u. a. Volvo Penta/Volvo), sondern auch eine der größten Garnisonsstädte Schwedens und Dienstleistungszentrum Skaraborgs läns (Krankenhaus, Hochschule u. a.) ist.